# Reza Pahlavi
Reza Pahlavi, även Reza Shah Pahlavi (persiska رضا شاه پهلوی), efter sin död även benämnd med tillnamnet "den store" (Rezā Shāh-e Bozorg "Reza Shah den store"), född 15 mars 1878 i byn Savadkuh i provinsen Mazandaran i norra Persien, död 26 juli 1944 i Johannesburg i Sydafrika, var en iransk militär som var landets shah 1925–1941. Reza Shah brukar betraktas som det moderna Irans grundare.

## Biografi

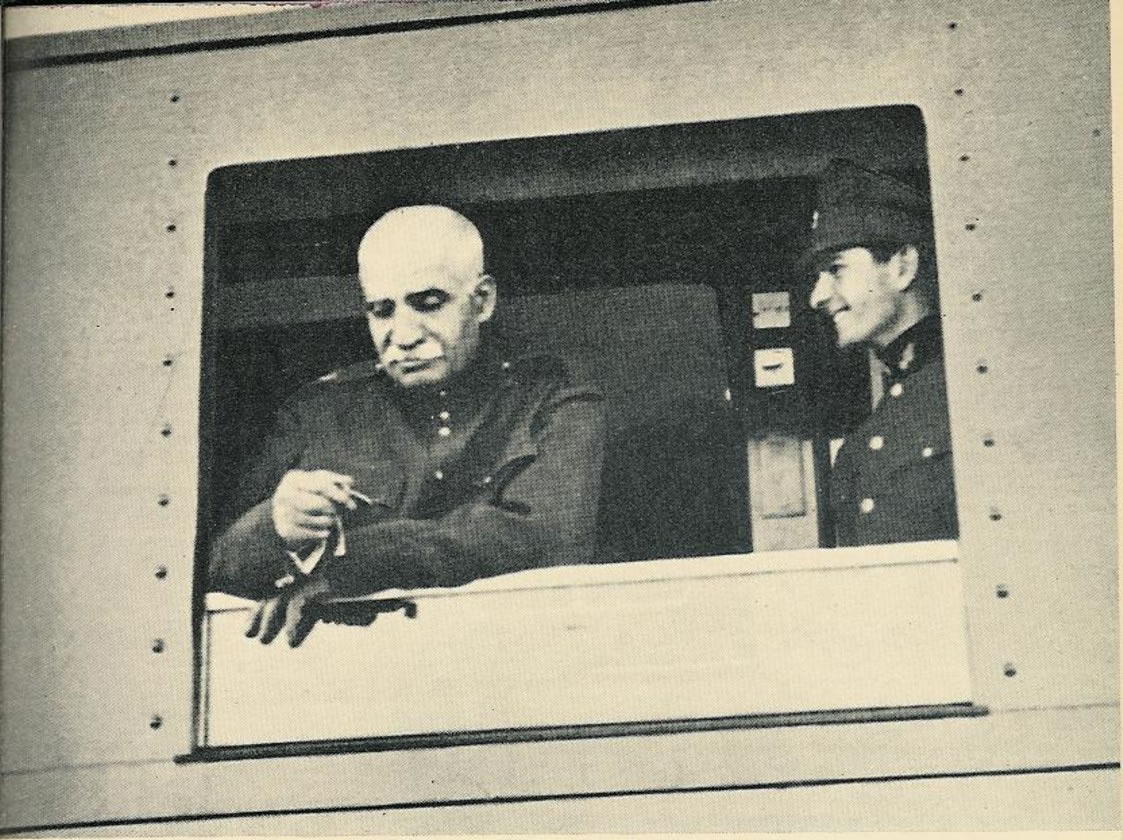
Reza Pahlavi och hans son Mohammad Reza kontrollerar ett tågs ankomsttid på den transiranska järnvägen 1937

Som ung gick Reza Savadkuhi med i persiska kosackbrigaden; efter en tid blev han general och benämndes som Reza Khan (herre). Storbritannien och Ryssland hade delat upp landet i varsitt intresseområde. Politikern och journalisten Zia od-din Tabatabai genomförde en statskupp 1921 i Teheran med stöd av Reza Khan som blev krigsminister i den nya regeringen. 1924 befordrades han till premiärminister av shahen Ahmad Shah Qajar. Reza Khan ville göra Iran till republik efter turkisk förebild. När detta mötte motstånd utropade han sig till shah med dynastinamnet Pahlavi. I april 1926 krönte han sig själv till Reza Shah Pahlavi. Efternamnet Pahlavi valde han själv och anknyter till namnet på det sasanidiska Irans skriftspråk.
Efter sitt maktövertagande inledde han en stor moderniseringsprocess i landet. Bland insatserna kan nämnas satsningar på infrastruktur och vägar, samt insatser för att förbättra säkerheten längs de stora landsvägarna för att förhindra landsvägskapningar. Han grundade även ett helt nytt järnvägssystem, den transiranska järnvägen.
Moderniseringsprocessen hade västerländska modeller som förebild men favoriserade också den förislamiska tiden i Irans historia. Han minskade bland annat den officiella användningen av främmande ord, särskilt arabiska, i persiskan med avsikt att förstärka den iranska identiteten. Han krävde även att andra länder bytte namn på landet från Persien till Iran, vilket skedde 21 mars 1935. Reza Shah Pahlavi genomförde även andra övergripande sociala reformer i Iran. Innan han kom till makten var kvinnorna tvungna att bära heltäckande kläder. Han uppmuntrade kvinnor att klä sig mer västerländskt och en av hans mest omtalade reformer var förbudet att bära burka och hijab. Han stödde kvinnornas rättighet att studera och gjorde deras vardag lättare.
Reza Shah var shah av Iran tills Sovjetunionen och Storbritannien gick in i Iran 1941, då han tvingades att abdikera. Reza Pahlavi uppfattades som tyskvänlig av England och gick i exil i Mauritius och senare vidare till Johannesburg i Sydafrika.

## Exil och död
Reza Shah åkte till ön Mauritius, med sin fjärde fru Esmat Dowlatshahi och alla sina barn (förutom Mohammad Reza Pahlavi och Ashraf Pahlavi). Efter det åkte han till Johannesburg i Sydafrika där han stannade i två år innan han avled. Den 26 juli 1944 dog Reza Shah av en hjärtsjukdom, 66 år gammal. Hans kropp fördes till Egypten, där det hölls en statsbegravning vid Al-Rifa'i-moskén i Kairo. I maj 1950 flyttades hans kropp till Iran, där det också hölls en statsbegravning; därefter begravdes han i ett nybyggt mausoleum i södra Teheran. Gravplatsen totalförstördes på order av revolutionsdomaren Ayatollah Sadeq Khalkhali under revolutionen 1979 och hans kvarlevors öde är okänt.

## Familj
År 1894 gifte sig Reza Shah med Maryam Savadkoohi; paret hade ett barn:
- Prinsessan Hamdamsaltaneh Pahlavi

Hans andra fru var drottning Tadj ol-Molouk; paret gifte sig 1916, och fick fyra barn tillsammans:
- Prinsessan Shams Pahlavi
- Kronprins (senare kung) Mohammad Reza Pahlavi
- Prinsessan Ashraf Pahlavi
- Prins Ali Reza Pahlavi I

Hans tredje fru var Turan Soleimani (en medlem av Qajardynastin); paret gifte sig 1922 och skilde sig 1923; under det året fick de ett barn:
- Prins Gholam Reza Pahlavi

Hans fjärde och sista fru var Esmat Dowlatshahi, som var hans favorithustru (också hon medlem av Qajardynastin). Paret hade fem barn:
- Prins Abdul Reza Pahlavi
- Prins Mahmud Reza Pahlavi
- Prins Ahmad Reza Pahlavi
- Prinsessan Fatimeh Pahlavi
- Prins Hamid Reza Pahlavi